# Cerratón de Juarros
Cerratón de Juarros ist eine Gemeinde (municipio) mit 45 Einwohnern (Stand: 2024) im Osten der spanischen Provinz Burgos in der Autonomen Gemeinschaft Kastilien-León. Die Gemeinde gehört zur bevölkerungsarmen Region der Serranía Celtibérica. Zur Gemeinde gehört neben dem Hauptort Cerratón de Juarros die Ortschaft Turrientes.

## Lage und Klima
Der Ort Cerratón de Juarros liegt am Río Cerratón am Fuß der Montes de Ayago etwa 27 km (Fahrtstrecke) ostnordöstlich von Burgos in einer Höhe von ca. 988 m. Das Klima ist gemäßigt bis warm; Regen (ca. 781 mm/Jahr) fällt hauptsächlich im Winterhalbjahr.

## Bevölkerungsentwicklung
| Jahr      | 1970 | 1981 | 1991 | 2001 | 2011 | 2021 |
| Einwohner | 138  | 92   | 69   | 78   | 54   | 52   |

## Sehenswürdigkeiten
- Kirche Santa Eulalia (Iglesia de Santa Eulalia de Mérida) in Cerratón de Juarros
- alte Kirche Santa Eulalia
- Andreaskirche (Iglesia de San Andrés Apostól) in Turrientes

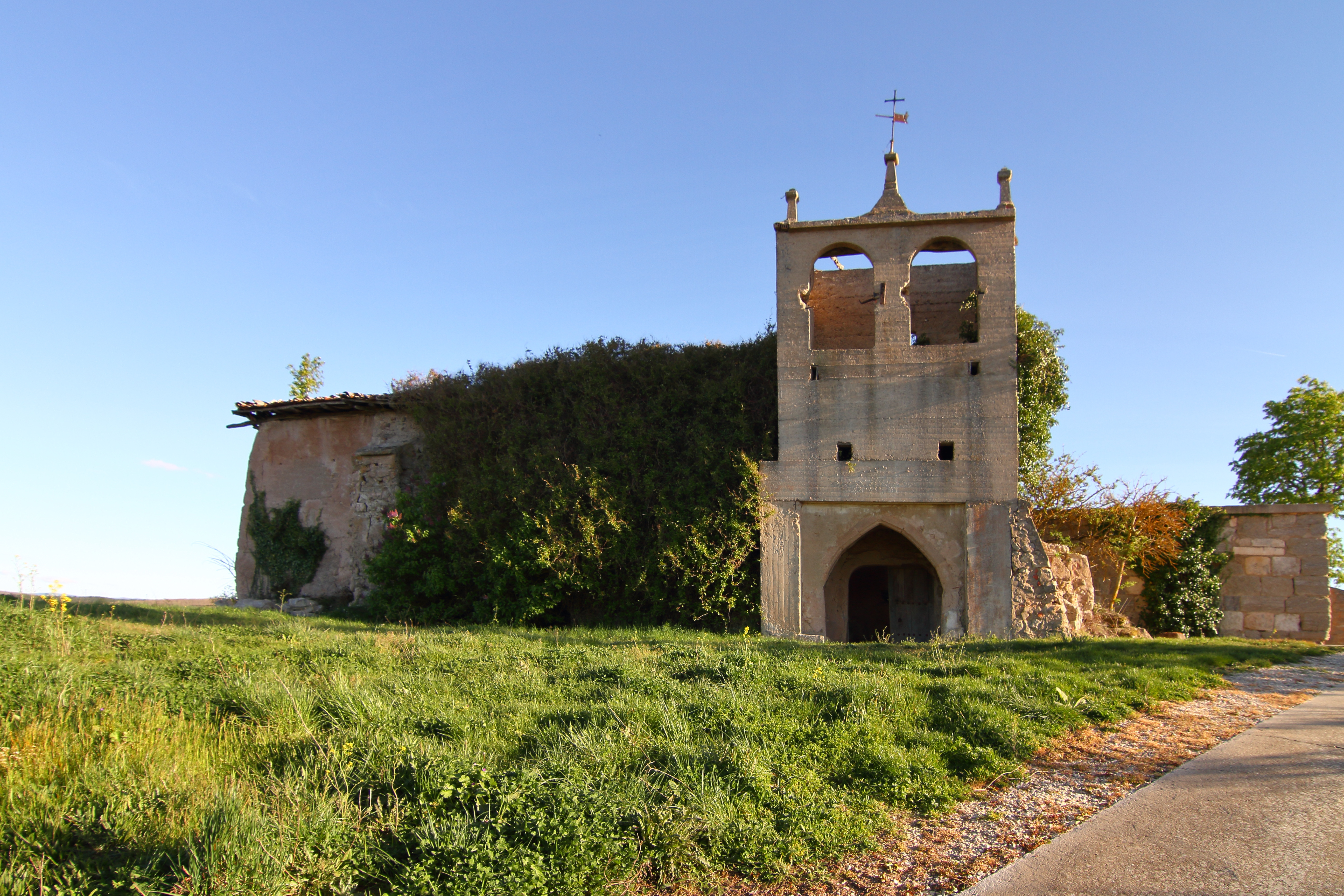
Alte Kirche Santa Eulalia